# Semana Santa en Almuñécar
La Semana Santa de Almuñécar representa la Pasión, Muerte y Resurrección de Cristo con obras escultóricas (tronos o pasos) que procesionan por las calles del municipio, acompañados por penitentes, mantillas y devotos. Se caracteriza por la celebración de "El Paso" que se realiza la mañana de Viernes Santo.
Fue declarada Fiesta de Interés Turístico de Andalucía en 2003. La Semana Santa de Almuñécar se origina con la llegada de las tallas de Nuestro Padre Jesús Nazareno y Nuestra Señora Virgen de los Dolores, sobre el siglo XVI. Durante los años 80 y 90, se crearon una cantidad considerable de cofradías y hermandades. Participan 15 cofradías y hay 16 procesiones
La encargada de regular el conjunto de cofradías de la ciudad es la Agrupación de Cofradías y Hermandades de Semana Santa de Almuñécar, donde se encuentran casi todas las cofradías, a excepción de la Hermandad de la Soledad.
En 2018 la celebración de "El Paso" obtuvo el premio Turismo de Granada.

## Historia

### Orígenes (siglosXVI,XVIIyXVIII)
Los orígenes de la Semana Santa sexitana se remontan al siglo XVI, con la llegada a Almuñécar de las imágenes de Nuestro Padre Jesús Nazareno y Nuestra Señora Virgen de los Dolores, después de que nadie reclamara las cajas donde se encontraban tras el naufragio del barco (que se dirigía hacia las Indias) en el que iban a ser transportados. La primera documentación que verificaba que en esa época ya se celebraba la Semana Santa data de 1713, donde Don Rodrigo de Narváez y Heredia reclama el cargo de hermano mayor de Jesús Nazareno, citando varios cabildos de la Hermandad, entre ellos el del 1 de noviembre de 1658: "Siendo a cargo de la dicha Hermandad el celebrar una procesión de penitencia en el día Viernes Santo en cada año".
Por tanto, existen procesiones de Semana Santa en Almuñécar, mínimo, desde mediados del siglo XVII. En el informe del teniente de cura de la Iglesia Parroquial, de fecha 7 de mayo de 1769, se cita a la Hermandad de Nuestro Padre Jesús y Muxer Verónica, a la del Santísimo Sacramento, a la de Ánimas y a la de Nuestra Señora del Rosario y Vera Cruz (en el Convento de la Victoria).

### Guerra Civil y Restauración de la Semana Santa después de esta
Durante la guerra civil española, la gran mayoría de las imágenes fueron quemadas (excepto las manos y la cabeza de la Virgen de los Dolores) y muchas cofradías desaparecieron. Al terminar la guerra civil, en 1944, el Arzobispo de Granada, Agustín Parrado García, animó a diferentes municipios de la provincia a renovar y poner en marcha de nuevo la Semana Santa, que había dejado de celebrarse durante la guerra. Y así, el cura-párroco José López Fernández, llamó a personal del pueblo que él creyó idóneos y creó una Junta Provisional. Ya en 1956 se fundó la actual Agrupación de Cofradías y Hermandades.
Durante la década de los 50 fundaron o refundaron varias cofradías como la Borriquita, la Virgen de la Esperanza, San Juan, Santo Entierro de Cristo, la Virgen de los Dolores o el Nazareno.
En las décadas de los 60 y los 70, la Semana Santa sexitana pasó por una crisis de falta de penitentes y horquilleros. En 1968 se hizo por primera vez la procesión de "La Soledad"  con la imagen de Nuestra Señora Virgen de los Dolores, tras la procesión del Santo Entierro.
En las décadas de los 80 y 90 han sido las del resurgimiento, gracias a la creación de nuevas cofradías y a la incorporación de nuevas obras escultóricas a las cofradías ya existentes. Se fundan las cofradías del Despojado y Salud, de la Oración en el Huerto, del Cristo de los Gitanos, del Descendimiento y Alba, de la Piedad, de la Soledad, y del  Resucitado y Triunfo.
La última cofradía en crearse fue la de la Santa Vera Cruz y el Santo Entierro, tras fusionarse la Primitiva Archicofradía de la Santa Vera Cruz (año 1600) con la Real Hermandad del Santo Entierro (año 1956) en el 2013.

## Recorrido y Carrera Oficial
Actualmente hay 3 iglesias desde las cuales las cofradías y hermandades sexitanas realizan su estación de penitencia: la Parroquia de la Encarnación (en el centro del pueblo), la Iglesia del Salvador (en el barrio del P-4) y la Ermita de San Sebastián (en el barrio de San Sebastián), donde solamente procesiona la Cofradía de la Piedad.
La Carrera Oficial está situada en la Avenida de Andalucía (Plaza de los Magnolios) desde 2016. Anteriormente la Carrera Oficial llegó a encontrarse en la Avenida Costa del Sol, Callejón Hurtado de Mendoza y en el Paseo del Altillo. Estas dos últimas contaban con gradas para el público, la actual Carrera Oficial inicialmente no contaba con gradas, debido a que la avenida es estrecha y porque "no querían que el público se encontrase concentrado en la Tribuna, sino que se encuentre durante todo el recorrido de igual forma". A partir de 2017 se colocaron sillas en la Carrera Oficial, teniendo que pagar 1€ a favor de Cáritas Parroquial por sentarse. Desde 2023 cuenta con gradas, al igual que las anteriores carreras oficiales. 

## Procesiones durante la Semana Santa sexitana[7]

### Domingo de Ramos

#### Cofradía de la Entrada Triunfal de Jesús en Jerusalén (Borriquita)
Esta cofradía fue fundada el 9 de febrero de 1956 y su primera salida tuvo lugar en la Semana Santa de ese mismo año a las 5 de la tarde, pero ya en 1963, dos comerciantes sexitanos se encargaron de la cofradía, llegando a pagar a los que debían portar a la talla por las calles de la ciudad, dado por aquel entonces no era habitual la popularidad cofrade existente en nuestros días. Ante la dimisión de estas personas, la Agrupación de Cofradías y Hermandades decide que cada año una cofradía distinta se hiciera responsable de organizar la procesión, y así se hizo durante más de una década.
Fueron unos comienzos muy difíciles, pero en 1987 y coincidiendo con el 31 aniversario de la fundación de la cofradía, un grupo de dieciséis amigos deciden hacerse cargo de ella dándole el realce y la dedicación que se merecía tener el primer desfile procesional de la Semana Santa sexitana.
Desde entonces, cada año los “hijos” de La Borriquita salen con sus espesas barbas y su marcada alegría a recorrer las calles esta hermosa tierra sexitana al toque de la campanada realizada por un cofrade de honor. En ese instante tan hermoso se recuerda a los que ya no están, que año tras año han compartido con auténtica emoción la alegría de bailar y pasear a hombros a La Borriquita.
Previo a la salida, se celebra la tradicional ceremonia de la Bendición de Palmas y Olivos a las puertas de la Iglesia Parroquial de la Encarnación, al finalizar la Misa, y a partir de ese momento, cientos de niños y mayores de blanco y azul recorren las calles sexitanas anunciando que la Semana Santa comienza.
HORARIO
Bendición de las Palmas: 10:00  
Salida del Templo:11:30 (al término de la misa) 
Entrada Carrera Oficial:14:30 
Entrada al Templo:15:30 
ITINERARIO
Iglesia de la Encarnación, Puerta de Granada, Carrera de la Concepción, Avenida de Cala, Puerta de Vélez, Vélez, Plaza de la Constitución, Real, Alta del Mar, Plaza de la Rosa, Alcalde Julio Fajardo, Plaza Madrid, Avenida Andalucía, CARRERA OFICIAL, Carrera de la Concepción, Puerta de Granada, Iglesia de la Encarnación.

#### Humilde y Fervorosa Hermandad de Penitencia de Nuestro Padre Jesús del Gran Amor Despojado de sus Vestiduras y María Santísima de la Salud
Esta hermandad fue fundada en 1993 y su primera salida tuvo lugar en la Semana Santa de 1997 a las 9 de la noche. Viendo que se encerró bastante tarde ese año, la hermandad decide hacer su salida a las 7 de la tarde el siguiente año. En 1998 estreno la canastilla del paso de misterio, ya que el primer año solo salió con los respiraderos y también se estrena el manto brocado de la Virgen. En la Semana Santa de 1999 tuvo un estreno significativo en el misterio con la inclusión de las imágenes de un sayón y de un centurión romano obra también de Juan Antonio Blanco. Más tarde se incluyó también un ángel y la cruz de la crucifixión en el paso.
Esta hermandad ha sido la primera en incluir en nuestra Semana Santa acólitos ciriales. En el año 2003 se cumplió el X Aniversario de su fundación y con tal acontecimiento, la Semana Santa de ese año el señor lució una túnica blanca en vez de la de siempre y la Virgen lució flores rosas. También fue acompañada ese año por la Banda de CC y TT del Cristo del Mar de Vélez-Málaga y Asociación Musical de Alhendín.
HORARIO
Salida del Templo: 17:30
Entrada Carrera Oficial: 19:15 
Entrada al Templo: 01:00 
ITINERARIO
Iglesia de El Salvador, Plaza del Santísimo Cristo de la Buena Muerte, Pintor Manuel Rivera, Hurtado de Mendoza, Plaza Madrid, Avenida Andalucía, CARRERA OFICIAL, Derrumbadero, Angustias Vieja, Puerta de Granada, Jesús Nazareno, Plaza de la Constitución, Vélez, Puerta de Vélez, Santa Isabel, Orovia, Antigua, San Joaquín, Angustias Modernas, San Miguel, Carmen, Cueva Siete Palacios, Carmen Baja, Cuesta del Carmen, Cántaro, Paseo del Altillo, Alcalde Julio Fajardo, Plaza Madrid, Hurtado de Mendoza, Pintor Manuel Rivera, Plaza Santísimo Cristo de la Buena Muerte, Iglesia de El Salvador.

### Lunes Santo

#### Cofradía de Nuestro Señor de la Oración en el Huerto
El paso de misterio, realizado por el imaginero granadino Miguel Zúñiga, recorre las calles sexitanas en la Semana Santa almuñequera desde el año 1995, en el que la cofradía de Nuestro Señor de la Oración en el Huerto tuvo su primera y gran puesta de largo. Con un toque agrícola, dado por las diferentes flores y hierbas que adornan el trono, la hermandad ha ido consolidándose hasta convertirse en imprescindible.
La tarde del Lunes Santo almuñequero se abre al pueblo sexitano con la iconografía que representa el pasaje bíblico de la agonía de Jesús en el Huerto de Getsemaní, arrodillado y con las manos extendidas, en actitud implorante, y acompañado del ángel que le indica el camino de la Pasión y la Muerte.
La Cofradía de Nuestro Señor de la Oración en el Huerto se fundó en el año 1992 por un grupo de agricultores y gente del campo sexitano, entre ellos Rafael Díaz, ex-hermano mayor, Francisco Urquízar y Manuel Pérez, actual vicehermano mayor de la hermandad. Su objetivo era completar la semana de pasión con una nueva hermandad que recorrería las calles sexitanas el Lunes Santo. 
Dos años después consiguieron una recaudación suficiente para encargar al imaginero granadino Miguel Zúñiga Navarro la confección de las imágenes del ángel redentor y del Cristo. Las tallas son de estilo barroco en madera de pino rojo, vestidas con ricas policromías en oro. Las imágenes fueron bendecidas el 18 de febrero de 1995.
HORARIO
Salida del Templo: 21:15 
Entrada Carrera Oficial: 00:30 
Entrada al Templo: 01:30  
ITINERARIO
Iglesia de la Encarnación, Puerta de Granada, Carrera de la Concepción, Avenida Juan Carlos I, Paseo Puerta del Mar, Helga Söhnel, Alcalde Julio Fajardo, Plaza Madrid, Avenida Andalucía, CARRERA OFICIAL, Carrera de la Concepción, Puerta de Granada, Iglesia de la Encarnación.

### Martes Santo

#### Cofradía de Nazarenos del Santísimo Cristo Atado a la Columna, María Santísima de la O y Beato Ceferino Giménez Malla (Cristo de los Gitanos)
Se fundó en el año 1990, aunque no fue hasta uno después cuando la Cofradía del Santísimo Cristo Atado a la Columna salió por primera vez a la calle el Martes Santo. La salida y la entrada del paso son los momentos más emblemáticos de la hermandad, acompañada por el canto de saetas durante su recorrido.
Al sufrimiento del espíritu, tristeza, angustia y soledad de Getsemaní, siguió el dolor corporal y físico de la flagelación, en un contexto saturado de toda clase de vejaciones y desprecios. Entre los romanos, al flagelado que había sido condenado a muerte se le estimaba carente de todo derecho como persona y de toda consideración como humano. Quedaba así totalmente a merced de los verdugos; a menudo se desmayaba bajo los golpes y no raramente perdía la vida. 
La representación de este pasaje bíblico se hizo realidad en el municipio de la mano de diversos cofrades y devotos. La idea se convertiría en iniciativa real en el año 1990, cuando se fundó esta cofradía. Solo un año después hizo su primera estación de penitencia con un trono prestado de la cofradía de San Juan con la talla del Cristo, obra del imaginero granadino Miguel Zúñiga Navarro.
En 1993, estrenó nuevo trono, comprado a la Cofradía de Nuestro Padre Jesús Nazareno y, años más tarde, adquirió la cruz de guía y los faroles de acompañamiento. Hace unos años el Cristo de los Gitanos, como es popularmente conocido en el municipio, estrenó nuevo trono, el actual, obra de los talleres de Moreno Carrasco de Granada y también una nueva columna en forma igual que la del escudo de esta cofradía.
HORARIO
Salida del Templo: 21:15 
Entrada Carrera Oficial: 00:15 
Entrada al Templo: 02:00 
ITINERARIO
Iglesia de El Salvador, Plaza Santísimo Cristo de la Buena Muerte, Pintor Manuel Rivera, Tetuán, Avenida Juan Carlos I, Carrera de la Concepción, Avenida Costa del Sol, Avenida Europa, Sánchez Chaves, Avenida de Cala, Carrera de la Concepción, Avenida Andalucía, CARRERA OFICIAL, Plaza Madrid, Hurtado de Mendoza, Mariana Pineda, Tetuán, Pintor Manuel Rivera, Plaza Santísimo Cristo de la Buena Muerte, Iglesia de El Salvador.

### Miércoles Santo

#### Cofradía del Santísimo Cristo del Perdón, Santas Verónica y María Magdalena
Santa María Magdalena formó parte del paso de la Cofradía de Nuestro Padre Jesús Nazareno hasta 1978, cuando se separó para formar su propia hermandad. En 1986 se le confeccionó un trono de mayores dimensiones por necesidades del itinerario, y años más tarde las Hermanas Dominicas bordaron el estandarte. Más tarde pasó a ser responsabilidad de la Agrupación de Cofradías.
A finales de la década de los 90, la cofradía sufrió algunos cambios internos. Hubo una reestructuración y Manuel Pérez Ligero dio paso a Luis Alba Aragón como hermano mayor y el desfile de Santa María Magdalena se redujo a su salida procesional el Viernes Santo, en la celebración de "El Paso" y su acompañamiento a la Cofradía del Santo Entierro.
A esta talla, una de las históricas de Almuñécar, se agregó en 1993 el Cristo del Perdón, obra del imaginero granadino Antonio Díaz Fernández. En la escena, Jesús viste una túnica blanca con la cruz a cuestas camino del calvario, de rodillas en una de sus caídas. La hermandad contaba con un trono de enormes dimensiones que debía ser transportado por 150 horquilleros. Sin embargo, esas dimensiones desproporcionadas provocaron que la cofradía tuviera que rechazar ese trono y elegir dos más pequeños. En el 2003, el imaginero sevillano Juan Antonio Blanco Ramos, le hizo el cuerpo entero a la imagen del Cristo, completando uno de los anhelos de esta cofradía. Desde 2018, las dos imágenes van juntas en el mismo trono.
La imagen de María Magdalena hace dos papeles en la Semana Santa sexitana, el de Santa Mujer Verónica el Miércoles Santo y Viernes Santo por la mañana, y el de Santa María Magdalena el Viernes Santo por la noche acompañando al Santo Entierro. Además, la talla es articulada.
HORARIO
Salida del Templo: 21:00 
Entrada Carrera Oficial: 22:15 
Entrada al Templo: 01:00 
ITINERARIO
Iglesia de la Encarnación, Puerta de Granada, Carrera de la Concepción, Avenida Andalucía, CARRERA OFICIAL, Plaza Madrid, Alcalde Julio Fajardo, Paseo del Altillo, Cántaro, Arco del Cine, Alta del Mar, Real, Plaza de la Constitución, Jesús Nazareno, Iglesia de la Encarnación.

#### Cofradía del Descendimiento y Santa María del Alba (Cristo del Castillo)
La Cofradía del Descendimiento y Santa María del Alba representa desde el año 1998 este momento de la Pasión de Cristo a través de un conjunto escultórico, formado por las imágenes de Jesús, Santa María del Alba, Nicodemo y José de Arimatea. La hermandad fue fundada en mayo de 1993. Un grupo de personas de distintos barrios del municipio con inquietudes religiosas decidieron elegir el barrio de San Miguel como sede de la cofradía. Se pretendía así crear un nexo de unión, inexistente hasta ese momento, entre la Semana Santa y los vecinos del Castillo, así como motivar al pueblo en general hacia el mundo cofrade.
En septiembre de 1995 la imagen del Alba fue bendecida en una misa de campaña celebrada en la iglesia de la Encarnación, que contó además con la actuación de la Camerata Coral de Juventudes Musicales y las agrupaciones musicales de Nuestra Señora de la Piedad y Santa María del Alba. Un año después, el 2 de marzo de 1996 se produjo la inauguración de la capilla provisional de la cofradía, en la calle San Miguel. Fue ya en la Semana Santa de 1998 cuando tuvo lugar su primera estación de penitencia con el trono prestado de la Cofradía de la Virgen de los Dolores. Al año siguiente desfiló ya con el nuevo trono que actualmente está completando su orfebrería. En 2000 salió por primera vez el Cristo acompañado de José de Arimatea y Nicodemo. Desde 2016, el Cristo y Santa María del Alba desfilan en el mismo trono, por falta de horquilleras en el trono de la Virgen. Igualmente, a partir de ese mismo año, la cofradía salió desde la Parroquia de la Encarnación, para luego encerrarse en el barrio de San Miguel como hacía habitualmente. Al cambiar de Carrera Oficial, se hizo ese cambio en el recorrido para no alargar la procesión.
HORARIO
Salida del Templo: 21:45  
Entrada Carrera Oficial: 23:15 
Entrada al Templo: 02:20 
ITINERARIO
Iglesia de la Encarnación, Puerta de Granada, Carrera de la Concepción, Avenida Andalucía, CARRERA OFICIAL, Plaza Madrid, Alcalde Julio Fajardo, Paseo del Altillo, Paseo Prieto Moreno, Plaza de Abderramán, Bikini, Geranio, Cuesta del Castillo, Explanada de San Miguel, Capilla de San Miguel.

#### Cofradía del Santísimo Cristo de la Expiración (Silencio)
Se creó bajo el nombre del Santísimo Cristo del Rescate allá por el año 1956. Un nombre que recibió de sus propios fundadores residentes en ese barrio de Almuñécar. Salió a la calle un año después, ya con otro nombre, por el que sería conocido ya para siempre: el del Santísimo Cristo de la Expiración. Días antes de su salida procesional en la Semana Santa sexitana, la camarera mayor de la cofradía donó la imagen del Cristo, que, debido al paso de los años y al deterioro de la talla, ha tenido que ser restaurada en diversas ocasiones.
El trono es de madera de cedro, iluminado por cuatro hachones, y de dimensiones reducidas por exigencias del recorrido. Y es que el itinerario del Cristo del Silencio, como es conocido popularmente en el municipio, se realiza por el casco antiguo, con calles estrechas y pendientes pronunciadas. El estandarte, identificativos de la hermandad, es de terciopelo negro bordado en oro con el rostro del Cristo hecho por las madres adoratrices de Málaga. Los penitentes llevan también túnica negra y cinturón de esparto. Durante la procesión, el desfile tan solo es acompañado por el sonar de dos tambores sordos, uno delante con la Cruz de Guía, y otro delante de Jesús.
Es una de las escenas más representativas de toda la Semana Santa y de las más veneradas por el pueblo. Mientras tiene lugar el desfile procesional del Santísimo Cristo de la Expiración, se apaga el alumbrado público, siendo la única iluminación la de los cirios que portan los penitentes que desfilan a lo largo de todo el recorrido. Penumbra a la que sigue el más absoluto silencio y recogimiento del cortejo.
Ningún año, aseguran desde la hermandad, la luna quiere perderse al Cristo, creando sombras sobre las paredes de las calles del barrio de San Miguel, subiendo envueltos en una atmósfera llena de solemnidad, fervor y emoción.
HORARIO
Salida del Templo: 23:00  
Entrada Carrera Oficial: 01:45  
Entrada al Templo: 02:30 
ITINERARIO
Iglesia de la Encarnación, Puerta de Granada, Jesús Nazareno, Plaza de la Constitución, Vélez, Puerta de Vélez, Callejón del Silencio, Nueva, Orovia, Antigua, San Joaquín, Angustias Modernas, San Miguel, Carmen, Cueva Siete Palacios, Cuesta del Carmen, Cántaro, Paseo del Altillo, Julio Fajardo, Plaza Madrid, Avenida Andalucía, CARRERA OFICIAL, Carrera de la Concepción, Puerta de Granada, Iglesia de la Encarnación.

### Jueves Santo

#### Venerable y Antigua Cofradía de Penitencia del Santísimo Cristo de la Buena Muerte, María Santísima de la Amargura y San Juan Evangelista
Más conocida como la cofradía de San Juan. Se funda en el año 1942, en una época de reconstrucción de nuestra Semana Santa después de la Guerra Civil. En estos primeros años es la imagen de San Juan Evangelista su titular y es por esto por lo que es conocida como la Cofradía de San Juan.
Aunque la talla inicial de San Juan Evangelista desapareciera en la Guerra Civil, la actual fue encargada y realizada por el imaginero granadino Domingo Sánchez Mesa, quién la realiza a partir de una fotografía de la talla original. En 1970, un grupo de jóvenes cofrades encargan al imaginero granadino Antonio Barbero Gor la imagen de un cristo crucificado, hoy titular de la cofradía con la advocación de Cristo de la Buena Muerte que procesiona desde la Semana Santa de 1984, con San Juan Evangelista arrodillado a sus pies.
A partir de 1993 se encarga al imaginero granadino Miguel Zúñiga Navarro una imagen mariana para completar el misterio de las Siete Palabras. Esta imagen tiene la advocación de María Santísima de la Amargura, pero se sustituyó la realizada por otra realizada por el joven imaginero sevillano Juan Antonio Blanco Ramos. También en 1993 se encargó la realización de un nuevo trono y sustituir el anterior en el que iban la imagen del Cristo y San Juan, hecho por el carpintero-ebanista sexitano Manuel Pérez Ligero en 1984, por uno realizado en los talleres del tallista granadino Antonio Moreno Carrasco, trono muy parecido al del Cristo de la Sangre de la Cofradía Universitaria de Granada. Actualmente se está remodelando el actual trono para dotarlo de mayor vistosidad.

#### Antigua e Ilustre Cofradía de Nuestra Señora de la Esperanza
Nuestra Señora de la Esperanza es obra del sexitano afincado en Málaga y profesor de la Escuela de Artes y Oficios de dicha ciudad Andrés Cabello Requena, que la realizó en 1957. Se trata de una dolorosa, de dulce y bello rostro, con la boca entreabierta y mirada al frente. Le caen por la mejilla derecha dos lágrimas y tres por la izquierda. En 2007 fue restaurada por Israel Cornejo Sánchez, un reconocido imaginero de Vélez-Málaga.
HORARIO SAN JUAN / ESPERANZA
Salida del Templo: 19:00 / 19:30
Entrada Carrera Oficial: 22:30 / 23:00
Entrada al Templo: 00:30 / 01:00
ITINERARIO SAN JUAN / ESPERANZA
Iglesia de El Salvador, Plaza Santísimo Cristo de la Buena Muerte, Puerto de la Cruz (aparcamientos), Tetuán, Puerto de la Cruz, Cristóbal Colón, Avenida Mariana Pineda, Avenida Juan Carlos I, Paseo Puerta del Mar, Helga Söhnel, Julio Fajardo, Plaza Madrid, Avenida Andalucía, CARRERA OFICIAL, Carrera de la Concepción, Avenida Juan Carlos I, Tetuán, Plaza Santísimo Cristo de la Buena Muerte, Iglesia de El Salvador.

#### Real, Muy Antigua, Ilustre y Venerable Cofradía de Nuestro Padre Jesús Nazareno, Regidor Perpetuo de la Ciudad de Almuñécar
Fundada en el año 1648, la Cofradía de Nuestro Padre Jesús Nazareno ha sabido derribar cualquier obstáculo puesto en su camino a lo largo de estos 352 años para convertirse en una de las hermandades más queridas y de mayor devoción del municipio. Es una de las más antiguas de las hermandades que desfilan por las calles de Almuñécar en su Semana Santa, al igual que la de Los Dolores. 
La primera imagen titular desapareció en la Guerra Civil. Su aparición fue también fortuita, fruto de un naufragio sucedido en el siglo XVI, en el que esta quedó varada en la playa junto con la talla de la Virgen de los Dolores. Esto desencadenó su reorganización y aprobación de los estatutos de la cofradía en 1954, siendo la primera en contar con penitentes propios. La imagen actual es del imaginero granadino Domingo Sánchez Mesa que realizó en 1947 a partir de una fotografía de la anterior. Al igual que las tallas de los Dolores, San Juan Evangelista y María Magdalena, tiene la particularidad de tener el cuerpo articulado, lo que ha permitido a lo largo de todos estos años su participación el Viernes Santo en la celebración de "El Paso", una recreación del trayecto que hizo Cristo por la calle de la Amargura, de manera más viva y realista.
Nuestro Padre Jesús Nazareno lleva túnica morada con bordados en oro realizados en la capital hispalense por las monjas Clarisas y tiene pelo natural donado por una devota. Anteriormente, era acompañado en el paso por Simón Cirineo, imagen realizada por el imaginero granadino Antonio Díaz Fernández en 1985 y restaurada en 1987, y por un centurión romano que lo observaba de cerca. Las imágenes de estos fueron retiradas no hace mucho debido a que no eran unas tallas muy realistas, sino que más bien parecían maniquís.
Asimismo, el trono es obra del tallista malagueño Rafael Ruiz, de madera de cedro, estilo barroco con cuatro grandes candelabros en las esquinas y dos en los laterales más pequeños. Los cuatro evangelistas de las esquinas son obra de Manuel Ruiz Titos y, tras varios años de trabajo, el trono se ha cubierto por completo en pan de oro por parte del prieguense Antonio Serrano.
Como curiosidad cada Jueves Santo el paso del Nazareno es acompañado por la centuria romana delante del trono. Los niños portan pequeñas cruces, mientras que las niñas van vestidas de ángeles; todos ellos acompañados, a su vez, por varios monaguillos. Asimismo, uno de los momentos más emotivos de su salida procesional es el inicio del desfile que supone el recuerdo de los hermanos desaparecidos. Almuñécar también puede disfrutar de su bajada por Puerta de Granada y de las recreaciones de las caídas de Cristo donde los horquilleros se ponen de rodillas soportando todo el peso del trono. También destaca el encuentro con su madre, la Virgen de los Dolores.

#### Cofradía de Nuestra Señora Virgen de los Dolores
Es la talla religiosa más antigua que se conserva en el municipio. Cuenta la leyenda que un barco que iba hacía las Indias sufrió un naufragio y su carga quedó depositada en la playa de San Cristóbal de Almuñécar. Pasado los días, y viendo que toda la carga era reclamada por sus dueños, salvo dos grandes cajones, las autoridades locales decidieron abrirlos encontrándose con dos imágenes, una de Jesucristo y otra de su madre. La talla de la Virgen de los Dolores llegó de esta manera al municipio, fruto de un naufragio ocurrido en el siglo XVI. Aunque fue fundada el 30 de marzo de 1954, existe constancia de que la hermandad ya estaba creada en 1948, al igual que ocurre con la de Nuestro Padre Jesús Nazareno.
Sin embargo, al parecer según cuentan diversos historiadores, en 1936 como consecuencia de diversos saqueos en la iglesia de la Encarnación, muchas imágenes fueron sustraídas para ser quemadas y destrozadas en la playa de San Cristóbal. La de la Virgen de los Dolores no se libró de este saqueo, aunque, afortunadamente, pudo ser rescatada. Fue gracias a una vecina del municipio que lo arriesgó todo por salvar la cara y las manos de la imagen. Después de haberlas guardado un tiempo, las entregó para que fueran restauradas y les hicieran un cuerpo articulado como el que tenía la Virgen antes de que fuera quemada.
María Santísima de los Dolores, que desfila por las calles sexitanas el Jueves y el Viernes Santos, es la talla más antigua de las que desfilan en la Semana Santa almuñequera, así como una de las más queridas y veneradas por los almuñequeros. Ya que, incluso, ha sido nombrada copatrona del municipio.
El trono de Nuestra Señora de los Dolores está realizado por los orfebres granadinos Hermanos Moreno en alpaca con baño de plata, con seis varales de palio. Lo cubre un palio negro, bordado el techo de estrellas en oro. El manto que saca el Jueves Santo fue bordado en oro sobre terciopelo negro por las religiosas de Nuestra Señora de la Piedad de Jaén. Sobre su cabeza va una corona de alpaca plateada bañada en oro y pedrería. Anteriormente, la imagen lucía en su pecho las medallas, broches y recuerdos que a lo largo de los años le han ido regalando las personas que han contraído promesas con la imagen.
HORARIO NAZARENO / DOLORES
Salida del Templo: 19:30 / 20:30
Entrada Carrera Oficial: 23:30 / 00:30
Entrada al Templo: 01:15 / 01:45
ITINERARIO NAZARENO / DOLORES
Iglesia de la Encarnación, Puerta de Granada, Carrera de la Concepción, Avenida Costa del Sol, Avenida Europa, Avenida de Cala, Carrera de la Concepción, (frente a "Edificio Carbonell"), Avenida Juan Carlos I, Hurtado de Mendoza, Plaza Madrid, Avenida Andalucía, CARRERA OFICIAL, Carrera de la Concepción, Puerta de Granada, Iglesia de la Encarnación.

### Viernes Santo

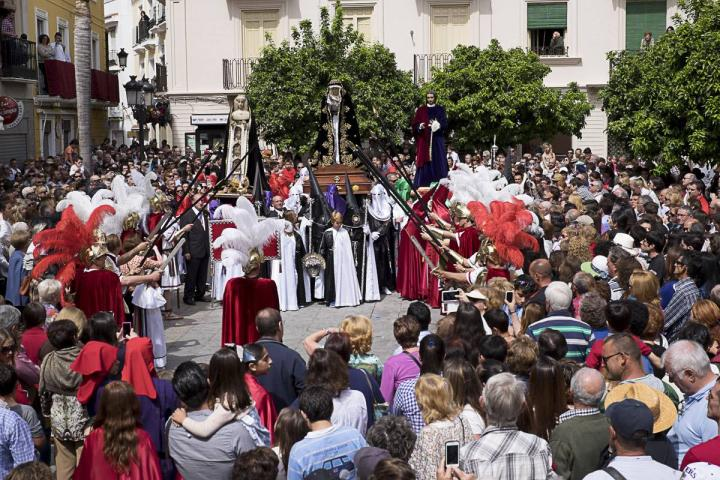
Celebración de "El Paso" en la mañana del Viernes Santo

#### Celebración de “El Paso”. Organizado por la Agrupación de Cofradías y Hermandades. Participan las Cofradías de: Santa Mujer Verónica, Nuestro Padre Jesús Nazareno, San Juan Evangelista y Nuestra Señora Virgen de los Dolores
El Viernes Santo por la mañana tiene lugar en las calles de Almuñécar la representación de "El Paso", un auto-sacramental que recrea el trayecto que hizo Cristo por la calle de la Amargura. Se realiza con las imágenes de Nuestro Padres Jesús Nazareno, Nuestra Señora de los Dolores, Santa Mujer Verónica, y San Juan Evangelista. Todas estas tallas son articuladas, lo que permite su movimiento.
Esta representación se remonta al siglo XVI. Las cuatro imágenes salen por la mañana, llevadas sobre unas parihuelas. Toda la comitiva se dirige a la Plaza de la Constitución, donde está ubicado el Ayuntamiento, para la primera escena, el “Paso de Simón”, en el que los romanos cogen al Cirineo. En unas carreras de ida y vuelta Simón es escoltado por dos soldados romanos que golpean rítmicamente sus escudos y él cimbrea la vara. Al terminar le entregan un puñado de monedas por su trabajo que rápidamente lanza al aire, ofreciéndose a ayudar al Nazareno. La segunda escena ("El Paso"), también realizada en la Plaza del Ayuntamiento consta de 4 partes:
1. La Verónica le lava la cara al Nazareno con un paño, y en este se imprime la cara de Cristo.
2. La Verónica corre a contarle la noticia a San Juan, que se arrodilla en señal de respeto. Ambos corren a contarle la noticia a la Virgen de los Dolores.
3. La Virgen al enterarse llora desconsoladamente. Los tres deciden ir en busca de Jesús, pero a medio camino los romanos le cortan el paso.
4. Finalmente, consiguen llegar hasta Él. El auto-sacramental termina con la bendición de la Virgen de los Dolores a todo el pueblo de Almuñécar.

En 2018 ganó el Premio Turismo de Granada.
HORARIO
Salida del Templo: 10:30, 10:45, 11:00 y 11:15 
Entrada al Templo: 14:30 
ITINERARIO
Iglesia de la Encarnación, Puerta de Granada, Aire, Trinidad, Pósito, Jesús Nazareno, Plaza de la Constitución, “PASO DE SIMÓN”, Vélez, Puerta de Vélez, Nueva, Santa Isabel, (recorridos varios para la ubicación de las imágenes), Plaza de la Constitución, CELEBRACIÓN DE “EL PASO”, Real, Alta del Mar, Plaza de la Rosa, Baja del Mar, Real, Plaza de la Constitución, Jesús Nazareno, Iglesia de la Encarnación.

#### Cofradía de Penitencia del Santísimo Cristo de la Misericordia, Nuestra Señora de la Piedad y San Sebastián Mártir
La Cofradía fue fundada en febrero de 1986. Miguel Zúñiga Navarro fue el encargado de la realización del Cristo yacente y la Virgen, mientras que Antonio Moreno Carrasco confeccionó el trono de madera de cedro. La orfebrería es realizada por los hermanos Angulo de Lucena y por Aragón y Pineda de Motril.
Cada año, los vecinos del barrio de San Sebastián donan los claveles rojos y las orquídeas blancas que adornan el hermoso trono de cedro, al más puro estilo barroco, que portan el grupo escultórico, haciendo juego con los colores de la vestimenta de la Virgen compuesta de una saya roja, un pecherín de encaje y tul blanco, manto azul bordado en oro y una diadema en oro.
Junto a las tallas, hay una Cruz con escaleras apoyadas en el calvario y con el cartel de 'INRI'. Es la única procesión de la Semana Santa sexitana que sale desde la Ermita de San Sebastián. Al ser demasiado pequeña la ermita, se instala una carpa en la plaza, junto a la ermita. Anteriormente, salía desde la Iglesia de la Encarnación.
HORARIO
Salida del Templo: 18:30 
Entrada Carrera Oficial: 22:00 
Entrada al Templo: 00:30 
ITINERARIO
Ermita de San Sebastián, Plaza de La Ermita, Carretera Suspiro del Moro, Carrera de la Concepción, Avenida Juan Carlos I, Hurtado de Mendoza, Plaza Madrid, Avenida Andalucía, CARRERA OFICIAL, Carrera de la Concepción (frente a "Edificio Carbonell"), Carretera Suspiro del Moro, Plaza de La Ermita, Ermita de San Sebastián.

#### Cofradía de Nuestra Señora Virgen de los Dolores
La de la Vera Cruz fue la primera cofradía en fundarse en Almuñécar, allá por el año 1600. Las primeras reglas de la Cofradía de la Santa Vera Cruz de Almuñécar datan de 1600, siendo la Cofradía decana de la Semana Santa sexitana y erigida canónicamente en el antiguo Convento de Nuestra Señora de la Victoria de la Orden de Mínimos. En 1658 la Cofradía de la Santa Vera Cruz pasa a ser Archicofradía al agregar en su seno a la Hermandad de Jesús Nazareno. Las siguientes referencias que encontramos nos llevan a 1769, cuando un informe parroquial cita a las Cofradías de Almuñécar, entre las que se nombra a la Cofradía de Nuestra Señora del Rosario y Santa Vera Cruz, encargada de organizar las tres procesiones de Semana Santa en Jueves y Viernes Santo. 
En los 40, llega a la ciudad la talla del Cristo Yacente, obra de Domingo Sánchez Mesa, inspirada en el Cristo del Silencio de Granada. Mesa también realizó la urna, de estilo clásico en madera de caoba y cristal con elementos simbólicos dorados. En 1956 se funda la Cofradía del Santo Entierro, ya que hasta entonces la procesión había sido organizada por los propios feligreses. Esta Cofradía se encargó también de procesionar a la Vera Cruz, y en 1972, tras una década sin hacerlo, la Agrupación de Cofradías y Hermandades toma la iniciativa de recuperar este misterio de la Semana Santa sexitana.
En 2013, ambas cofradías se fusionan, conformándose así la Corporación de Penitencia de hoy en día. La actual imagen de la Santa Vera Cruz es una cruz arbórea incorporada a la Archicofradía en 2013, obra del imaginero Fernando Murciano. El paso de esta fue realizado en madera de pino por Manuel Oliva, también en 2013. Los años 2022 y 2023 la Santa Vera Cruz procesionó sin su paso. En 2016, el Cristo Yacente cambió su mítica urna por una nueva, también tallada por Manuel Oliva, y que todavía no está concluida. Ese mismo año estrenó el trono en su primera fase. En 2017 salió con su segunda fase: el tallado de la tapa de la urna. En 2018, estrenó la imagen de un cordero derramando su sangre en un cáliz, encima de un libro con los siete sellos del Apocalipsis, y portando un estandarte. La Semana Santa 2019 estrenó las imágenes de dos hipogrifos que sujetan la urna, y completando el tallado de esta.
La Cofradía es acompañada por Santa María Magdalena y por la Virgen de los Dolores, que realiza sus tres bendiciones: al campo, al mar y al pueblo en general.
HORARIO
Salida del Templo: 20:30 
Entrada Carrera Oficial: 23:15 
Entrada al Templo: 01:00  
ITINERARIO
Iglesia de la Encarnación, Puerta de Granada, Jesús Nazareno, Plaza de la Constitución, Vélez, Puerta de Vélez, Nueva, Callejón del Silencio, Avenida Europa, Avenida de Cala, Carrera de la Concepción, Avenida Andalucía, CARRERA OFICIAL, Plaza Madrid, Alcalde Julio Fajardo, Traspaseo del Altillo, Cántaro, Arco del Cine, Alta del Mar, Real, Plaza de la Constitución, Jesús Nazareno, Puerta de Granada, Iglesia de la Encarnación.

### Sábado Santo(por la madrugada)

#### Solemne Hermandad de Penitencia del Santísimo Cristo de la Misericordia y Nuestra Señora María Santísima de la Soledad
En 1967, una fuerte discusión entre los Hermanos Mayores de las Cofradías del Santo Entierro y la Virgen de los Dolores impidió que la procesión del Sepulcro completara su estación de penitencia. Viendo los vecinos del pueblo que la procesión no llegaba a la Tribuna Oficial, subieron a la Parroquia para ver que ocurría. Un grupo de vecinos, tras enterarse de lo ocurrido, tomó la iniciativa de sacar a la Virgen de los Dolores en unas andas para que el pueblo de Almuñécar no se quedara sin verla el Viernes Santo. Ante esta iniciativa, tanto la Hermandad de esta imagen como el cura-párroco se negaron en un primer momento, pero la presión de los feligreses que esperaban en la puerta de la iglesia consiguió sacar la imagen. Nuestra Señora de los Dolores fue montada en unas andas desataviada de todos sus lujos, con un simple manto negro. La procesión se desarrolló rezando el vía crucis y entonando canciones religiosas mientras se tocaba un tambor sordo, acompañada de centenares de vecinos.
Viendo el éxito de esta procesión, el grupo de vecinos del que corrió la iniciativa tomó la decisión de repetirlo en posteriores años, saliendo en 1968 por primera vez la procesión de la Soledad, tras la procesión del Sepulcro, repitiendo el mismo ritual del año anterior. A la Virgen de los Dolores se la montó en unas andas y se le quitaron todos sus atavíos, procesionando únicamente con un manto negro y con el nombre de Virgen de los Dolores en su Soledad. En 1969 se añade la imagen del Cristo del Santo Entierro, como Cristo de la Misericordia.
De esta forma se siguió realizando el vía crucis hasta que en 1980 se funda la Cofradía del Cristo de la Misericordia y Nuestra Señora de los Dolores en su Soledad, hasta su re-fundación en Hermandad en 1995. La fundación de la cofradía generó reticencias en las Cofradías del Sepulcro y los Dolores, cuyas imágenes eran las utilizadas por la cofradía recientemente creada. Dada la situación de conflictividad que se estaba creando, el cura-párroco invitó a a la Hermandad a salir de la Agrupación de Cofradías y Hermandades de Semana Santa. Este hecho no consiguió calmar la situación, y en 1995 la Hermandad compró sus propias imágenes, obras de Miguel Zúñiga Navarro, que realizó un Cristo Yacente y una Soledad.
Actualmente es la única Hermandad de la Semana Santa sexitana que no se encuentra en la Agrupación de Cofradías y Hermandades.
HORARIO
Salida del Templo: 00:30 
Entrada al Templo: 02:30  
ITINERARIO
Iglesia de la Encarnación, Puerta de Granada, Aire, Trinidad, Plaza de los Higuitos, Vélez, Puerta de Vélez, Callejón del Silencio, Santa Isabel, Orovia, Antigua, Vélez, Plaza de la Constitución, Real, Baja del Mar, Plaza de la Rosa, Alta del Mar, Arco del Cine, Cántaro, Paseo del Altillo, Alcalde Julio Fajardo, Plaza Madrid, Avenida Andalucía, Derrumbadero, Puerta de Granada, Iglesia de la Encarnación.

### Domingo de Resurrección

#### Cofradía de la Gloriosa Resurrección de Nuestro Señor Jesucristo y Santa María del Triunfo, Reina de los Cielos
Fue fundada en el año 1986. Ambas imágenes son obra de Miguel Zúñiga Navarro aunque la talla de la Virgen fue restaurada en el año 2007 por el imaginero veleño Israel Cornejo. El paso del Cristo es tallado en madera de cedro obra de los Hermanos Esteban de Baza. El palio de la Virgen se encuentra en realización estrenando en la Semana Santa de 2.022 la primera fase (Parihuela, Varales y Techo de Palio) y segunda fase (Jarras Laterales y Jarrillas Frontales). Es obra de los Orfebres Sevillanos Hermanos de los Ríos, bajo diseño exclusivo a la hermandad, en plata cincelada. La estructura de la parihuela es de madera de Pino de Flandes. Santa María del Triunfo lleva un manto de terciopelo azul bordado por Joaquín Melgar Porcel y una saya confeccionada en 2010 en los talleres de bordado granadino de Don Jesús Arco López bajo diseño de Don Benjamín Rodríguez González en realce de oro. La corona es de plata cincelada con baño de oro obra de los hermanos Angulo.
El primer año de salida de esta cofradía (1.987) lo hizo con una imagen antigua de un Resucitado, comprada a un anticuario, y salió con las andas de Nuestro Padre Jesús Nazareno del Viernes Santo. Hizo un recorrido pequeño con la imagen por el centro del pueblo. Al año siguiente (1.988) salió con la imagen actual del Cristo con un trono nuevo, ya con mayores dimensiones realizado por el ebanista almuñequero José Guidet Díaz, seguidamente al año siguiente (1.989) con la imagen de la Virgen en un trono prestado por la Orfebrería que estaba realizando el paso que estrenaría en la Semana Santa de 1990 que es obra de los lucentinos Hermanos Angulo en plata cincelada, prestigiosos orfebres de Lucena. En 2015, el trono de Ntro. Padre Jesús Resucitado cambió la forma de portar su paso al costal. En 2022 y 2024 el Triunfo y el Resucitado, respectivamente, estrenaron nuevos pasos, aún inconclusos.
HORARIO
Salida del Templo: 11:00 
Entrada Carrera Oficial: 15:00 
Entrada al Templo: 16:30 
ITINERARIO
Iglesia de la Encarnación, Puerta de Granada, Carrera de la Concepción, Avenida Costa del Sol, Plaza doctor Álvarez, Los Cactus, Barrio de La Carrera, Camino de Río Seco, Carrera de la Concepción, Avenida Juan Carlos I, Biblioteca antigua, Cariñena, Hurtado de Mendoza, Avenida Juan Carlos I, Paseo Puerta del Mar, Helga Söhnel, Julio Fajardo, Plaza Madrid, Avenida Andalucía, CARRERA OFICIAL, Carrera de la Concepción, Puerta de Granada, Iglesia de la Encarnación.